# Nanù, il figlio della giungla
Nanù, il figlio della giungla (The World's Greatest Athlete) è un film prodotto dalla Walt Disney del 1973 diretto da Robert Scheerer.

## Trama
Sam Archer e Milo Jackson sono i due allenatori della squadra di atletica del Merrivale College, costantemente sconfitta dalle scuole rivali durante ogni manifestazione sportiva.
Un giorno casualmente i due, durante un viaggio in Africa, si imbattono in Nanù. Un giovane indigeno dotato di straordinaria velocità nella corsa. Dopo vari tentativi riescono a convincerlo a partire con loro per gareggiare durante una competizione scolastica.